# Stade Henri-Desgrange
Le stade Henri Desgrange est un stade-vélodrome basé à La Roche-sur-Yon en France. Il est utilisé pour les rencontres de football et de Rugby à XV. Construit avant 1935, le stade peut accueillir 9 653 spectateurs dont 5 023 assises.
Les équipes hôtes sont La Roche VF (football) et le FCY Rugby La Roche-sur-Yon (rugby). Avant la création de La Roche VF, les deux équipes locales, AEPB Bourg-sous-la-Roche et FC Yonnais se partageaient le terrain.
C'est l'un des plus grands stades possédant un vélodrome en France.

## Histoire du stade

### Inauguration et premières années
Le stade est inauguré en 1939, il est composé de deux tribunes et d'un vélodrome entourant tout le terrain de football. En 1947, le tout jeune club de football du nom de Amicale des écoles publiques du Bourg-sous-la-Roche (AEPBR) s'installent sur le vélodrome.

## Affluence

### Record d'affluence
| Rang | Spectateurs | Compétition     | Rencontre                                     | Saison    |
| ---- | ----------- | --------------- | --------------------------------------------- | --------- |
| 1    | 15 000      | Division 2      | AEPB Bourg-sous-la-Roche - AS Nancy-Lorraine  | 1988-1989 |
| 2    | 10 144      | Division 2      | AEPB Bourg-sous-la-Roche - AS Saint-Etienne   | 1984-1985 |
| 3    | 8 000       | Coupe de France | La Roche VF - AJ Auxerre                      | 1994-1995 |
| 4    | 7 000       | Division 2      | La Roche VF - Angers SCO                      | 1990-1991 |
| 5    | 6 826       | Division 2      | AEPB Bourg-sous-la-Roche - Chamois niortais   | 1986-1987 |
| 6    | 6 575       | Coupe de France | FC Yonnais (D3) - FC Rouen (D1)               | 1982-1983 |
| 7    | 5 085       | Division 2      | AEPB Bourg-sous-la-Roche - AS Béziers         | 1984-1985 |
| 8    | 5 078       | Division 2      | AEPB Bourg-sous-la-Roche - OGC Nice           | 1984-1985 |
| 9    | 5 000       | Coupe de France | AS La Châtaigneraie - FC Lorient              | 2022-2023 |
| 10   | 4 681       | Division 2      | AEPB Bourg-sous-la-Roche - Olympique Lyonnais | 1984-1985 |

### Autres références
1. ↑  (en) IRB JWC 2013 to showcase future test talent irb.com.
2. ↑  « La Roche Vendée Football - Stade - Stade Henri-Desgranges », sur www.transfermarkt.fr (consulté le 15 janvier 2020)
3. ↑  « Stade Henri-Desgrange », sur prepare.paris2024.org
4. ↑  « Record de spectateurs de la Roche VF », sur www.stades-spectateurs.com (consulté le 27 février 2022)